# Železniško postajališče Blanca
Železniško postajališče Blanca je eno izmed železniških postajališč v Sloveniji, ki oskrbuje bližnje naselje Blanca.